# Канова (Јужна Дакота)
Канова (енгл. Canova) град је у америчкој савезној држави Јужна Дакота.

## Демографија
По попису из 2010. године број становника је 105, што је 35 (-25,0%) становника мање него 2000. године.
| Група             | 2000.        | 2010.      |
| Белци             | 140 (100,0%) | 95 (90,5%) |
| Афроамериканци    | 0 (0,0%)     | 2 (1,9%)   |
| Азијати           | 0 (0,0%)     | 0 (0,0%)   |
| Хиспаноамериканци | 0 (0,0%)     | 8 (7,6%)   |
| Укупно            | 140          | 105        |